# 토지 (2004년 드라마)
《토지》는 2004년 11월 27일부터 2005년 5월 22일까지 방영된 광복 60년 대하드라마이다.

## 등장 인물

### 주요 인물
- 배나연 → 신세경 → 김현주 : 최서희 역
  - 최참판 댁 아기씨. 아비 최치수를 잃고 호열자로 조모인 윤씨 부인마저 잃는다. 탐욕스러운 친척 조준구에게 가산을 빼앗기나 다시 일어선다.
- 서지원 → 김지훈 → 유준상: 김길상 역
  - 최참판 댁 종놈. 주인 아기씨 서희와 혼인 후 두 아들을 낳지만 갈등, 독립 운동에 투신한다.
- 김한비 → 함은정 → 이재은: 봉순/기화 역
  - 서희의 몸종. 서희 일행이 간도로 떠날 때 가지 않고 기생이 된다. 상현과의 사이에서 딸 양현을 낳지만 비참한 죽음을 맞이한다.
- 정세인 → 정찬: 이상현 역
  - 이부사(이동진)의 맏아들. 서희의 정혼자. 서희가 자신이 아닌 길상을 선택했다는 데 상처를 입는다. 후에 봉순과 동거한다.
- 김훈기 → 유해진: 김평산/김두수(김거복) 역 (1인 2역)
  - 몰락한 양반 김평산의 아들. 일제의 앞잡이가 되어 아버지의 유언에 따라 서희에게 복수하려 한다.

### 최참판댁 사람들
- 김미숙: 윤씨 부인 역 - 서희의 정신적 지주이자 조모. 호열자로 목숨을 잃는다.
- 박지일: 최치수 역 - 최참판; 서희의 아버지. 차가운 성격. 설날 전야에 김평산에 의해 교살당한다.
- 김유석: 김환/구천 역 - 윤씨 부인과 김개주 사이에서 낳은 사생아. 서희 모 별당 아씨와 사랑에 빠져 도주한다.
- 이민영: 별당 아씨 역 - 서희 친모. 김환과 사랑에 빠져 도주한다.
- 김갑수: 조준구 역 - 치수의 사촌. 서희의 탐욕스러운 친척
- 도지원: 홍씨 부인 역 - 조준구의 처
- 조안: 귀녀 역 - 최참판 댁 몸종. 야심이 크다.
- 박혜숙: 봉순네 역 - 봉순 모. 최참판 댁 침모
- 김영옥: 간난할멈 역 - 최참판 댁 몸종. 김환이 윤씨 부인의 소생이라는 것을 아는 인물
- 백승우 → 손창준: 조병수 역 - 조준구의 아들. 아버지와 달리 유순하다.
- 이원종: 김서방 역 - 개똥 부
- 김지영: 김서방댁 역 - 개똥 모
- 황보라: 연이 역 - 최참판 댁 몸종
- 박영서: 개똥 역 - 김서방 내외의 아들
- 배민희: 삼월 역
- 최성호: 삼수 역
- 백승현: 돌이 역

### 평사리 사람들
- 박상원: 이용 역 - 평사리 농부
- 김여진: 강청댁 역 - 이용의 본처
- 박지영: 임이네 역 - 이용의 두 번째 처. 본래 이칠성의 처; 이임과 2남, 이홍 모
- 김혜선: 공월선 역 - 무당의 딸; 이용의 첫사랑
- 양금석: 함안댁 역 - 김평산의 처. 김두수(거복)와 한복 모. 1895년 음력 2월 16일에 자살한다.
- 정종준: 강포수 역 - 사냥꾼. 강두메의 (양)부
- 배도환: 이칠성 역 - 평사리 욕심많은 농부; 본래 임이네의 남편, 이임과 2남 친부
- 이원재: 김이평 역
- 정경순: 막딸네 역 - 평사리 과부
- 박용수: 김영팔 역
- 이순재: 김훈장 역
- 최규환: 김두만 역 - 두만네의 아들
- 원장희 → 권재환: 김두수의 동생 김한복 역. 일제의 앞잡이가 된 형과는 달리 독립운동가의 길을 간다

### 서희 집 사람들
- 원덕현 → 오태경 : 최윤국 역
  - 서희의 둘째 아들. 도쿄 유학생. 양현을 사랑한다.
- 김예원 → 장희진 : 이양현 역
  - 서희의 수양딸. 봉순과 상현의 딸. 백정의 아들인 영광을 사랑한다.
- 김승욱 → 김석 → 이주석 : 최환국 역
  - 서희의 맏아들. 법관이 되길 바라는 서희의 기대를 꺾고 화가가 된다.
- 박미영 : 황덕희 역
  - 환국의 처. 황부자의 딸. 양현을 못마땅하게 여긴다.
- 신성운 : 집사 장연학 역
- 김소현 : 새침이 역

### 독립 운동가
- 박시은 : 유인실 역
- 김지완 : 오가다 지로 역
- 박진형 : 정석 역

### 임명희 측 사람들
- 정하나 : 임명희 역
- 이창 : 조찬하 역
- 김일우 : 조용하 역
- 김미라 : 조찬하의 처 노리코 역
- 김희준 : 임명빈 역

### 용정
- 오윤홍: 옥이네 역
- 권수현: 옥이 역
- 이정길: 공 노인 역
- 김선영: 방씨 부인 역
- 염현희: 공송애 역
- 하다솜: 심금녀 역 - 김두수가 유일하게 사랑하는 여인. 장인걸을 사랑한다.

### 그 외 사람들
- 고주원: 송영광 역 - 백정 송관수의 아들. 백정의 아들이라는 이유로 자퇴당한다.
- 김희정 : 송관수의 처
- 안주희: 강혜숙 역 - 송영광의 한 때 연인
- 오승윤 → 정욱: 이홍 역
  - 이용과 임이네의 아들
- 이경화: 허보연 역 - 이홍의 처
- 이언정: 염장이 역 - 이홍의 첫사랑
- 전현아: 이임 역 - 임이네와 이칠성이의 맏딸. 이홍의 아버지가 다른 누나
- 이영아: 이상의 역 - 이홍의 딸
- 박상규: 이동진 역 - 이부사; 이상현의 아버지. 독립 운동가
- 박진성: 송관수 역 - 별호 백정, 송영광의 아버지
- 곽정욱: 강두메 아역 - 강포수의 (양)아들. 야심에 친정 생부모 귀녀와 이칠성의 씨
- 이승형: 황태수 역 - 서희의 사돈; 큰 며느리 황덕희의 아버지
- 임서연: 두리 역
- 배민희: 삼월 역 - 최참판 댁 몸종, 조준구에게 겁탈 당한다.
- 민욱
- 신구 : 문 의원 역
- 이승철 : 김개주 역 - 동학접주(실제모델 김개남 장군)
- 임일규 : 강두메 역
- 오아랑 : 산호주 역
- 이태훈 : 우관스님 역
- 양동재
- 맹호림
- 김신록 : 한복의 처
- 권기선
- 권경하
- 권복순 : 또출네
- 노영화 : 월선네
- 김화란 : 판술네
- 정두겸 : 혜관스님
- 김학용 : 주갑
- 조정국 : 응칠
- 김순이 : 두만네
- 박윤정 : 점아기
- 독고준 : 복이
- 김성녀
- 공재원
- 이정성
- 김태형 : 싸전 사내
- 강민석

## 편성 변경 및 연장
- 2004년 12월 19일 : 국가대표 축구 친선경기 <대한민국 VS 독일〉 중계방송으로 인해 9시 40분에 방영
- 2005년 4월 11일 : 토지 방영 분량이 50부작에서 2회 연장되어 52부작으로 변경되었다.

## 수상 경력
- 2004년 SBS 연기대상 연속극 부문 연기상 이순재
- 2005년 SBS 연기대상 연속극 부문 연기상 유준상
- 2005년 SBS 연기대상 10대 스타상 김현주
- 2005년 SBS 연기대상 네티즌 최고 인기상 김현주
- 2004년 SBS 연기대상 뉴스타상 조안
- 2005년 SBS 연기대상 조연상 김갑수
- 2004년 SBS 연기대상 아역상 배나연
- 2004년 SBS 연기대상 아역상 함은정[1]

## 경쟁 프로그램
- 부모님전상서 (KBS 2TV)
- 한강수타령 (MBC)
- 떨리는 가슴 (MBC)
- 사랑찬가 (MBC)
- 불멸의 이순신 (KBS 1TV)(2004년 12월 19일)

## 참고 사항
- 윤씨부인 역에는 고두심, 월선 역에는 배종옥이 낙점되었으나[2] 겨울부터 촬영에 들어간 터라[3] 고사했다.
- 윤씨부인 역에 한혜숙 역시 거론되었지만[4], 1대 서희로 남고 싶다는 마음으로 고사하였다.
- 여주인공 최서희 역에는 심은하가 물망에 올랐다.[5]
- 김길상 역에는 이서진이 한때 거론됐는데[6] 이서진이 해당 작품 캐스팅 제의를 뿌리치고 선택한 MBC <불새>에서 호흡을 맞춘[7] 정혜영은 <토지> 최서희 역 물망에 한때 거론되었다.
- 조안(귀녀 역)은 해당 드라마 때문에 KBS 2TV <부모님전상서>, 자사 주말 특별기획 드라마 <마지막 춤은 나와 함께> 등의 캐스팅 제의를 고사[8]했다.
- 후반으로 갈수록 멜로 성격이 강해졌다는 지적이[9] 있었다.

## 같이 보기
- 토지 (1987년 드라마)
- 덕이
- 유심초
- 옥이 이모
- 전쟁과 사랑
- 연개소문